# Topo Pan de Azúcar
El Topo Pan de Azúcar es una formación de montaña ubicada al norte de Las Tejerías y al oeste del parque nacional Macarao, Venezuela. A una altitud de 1914 m s. n. m. el Topo Pan de Azúcar es una de las montañas más elevadas del estado Aragua y la segunda más alta del municipio Santos Michelena después del cerro Carángano.

## Ubicación
El Cerro Carángano es parte del límite norte de la parroquia Las Tejerías con el Estado Miranda. Colinda hacia el sur con El Cedral y Cujicito al norte de Las Tejerías. Hacia el Este colinda con las comunidades de montaña La Enea y El Jarillo en los alrededores del Cerro El Palmar. Hacia el Oeste con el Topo El Roble y la Colonia Tovar. Hacia el norte se continúa con la fila por donde transita la Carretera Junquito-Colonia Tovar y la cordillera montañosa que lleva a la bahía Chichiriviche de la Costa.